# Формула-1 — Гран-прі Абу-Дабі
Гран-прі Абу-Дабі — один з етапів чемпіонату Світу з автоперегонів у класі Формула-1, перша гонка на трасі, побудованій на штучному острові Яс пройшла в чемпіонаті 2009 року, 1 листопада. Етап став останнім, 17-м в календарі.

## Назва Гран-прі
Поширена помилка, що назва «Гран-прі Абу-Дабі» походить від назви міста Абу-Дабі, поблизу якого знаходиться траса. Насправді Гран-прі Абу-Дабі проводиться на острові Яс, за декілька кілометрів від столиці ОАЕ. Назва ж гран-прі походить від емірату Абу-Дабі, що входить до складу федеративної держави Об'єднані Арабські Емірати. Острів Яс не є частиною міста Абу-Дабі, але є частиною території цього емірату.
Традиційно Гран-прі Формули 1 отримують назву згідно з країнами-організаторами перегонів. Винятки з цього правила — «інтернаціональні» Гран-прі Європи та Гран-прі Тихого Океану, а також деякі етапи, що проводилися в США та Італії (Гран-прі Лас-Вегасу, Гран-прі Сан-Марино, назва була змінена в силу того, що в одному сезоні ці країни приймали два або три етапи на своїй території).

## Особливості траси
На трасі Яс Марина дуже багато особливостей. Основна з них — гонка проходить під час зміни дня і ночі (гонщики стартують при сонячному освітленні, а фінішують вже вночі при штучному освітленні). Це викликає певні труднощі, тому що доводиться звикати до переходу від сонячного до штучного освітлення. По-друге це надзвичайно довга пряма, одна з найдовших серед усіх прямих на ГП Ф1. По-третє, незвичайний вихід з піт-лейна — після проїзду пелетону гонщик в'їзджає на своєрідний тунель з невеликою шиканою, після якої повертається на трасу. І останнє — прямо на трасі зведено 5-зірковий готель розрахований на 550 номерів. За ходом гонки можна спостерігати безпосередньо з номерів готелю, а також з двоповерхового містка, який з'єднує два крила готелю. Готель у нічний час освітлюється складною системою підсвічування, яка дозволяє «забарвити» будівлю в будь-який колір, а також створити «ефект переливання» декількох кольорів. Під час фінішу будівля готелю освітлюється ефектом гігантського картатого прапора.
Всі трибуни автодрому є критими — такого немає ні на одній трасі, що приймає етапи Гран Прі. Місткість трибун — 55 000 осіб. Також варто відзначити спеціально вириту штучну бухту для яхт, прямо перед трасою.

## Переможці Гран-прі

### Багаторазові переможці

#### Пілоти
Жирним шрифтом виділені пілоти, які беруть участь в поточному сезоні чемпіонату Формули-1.
| Кількість перемог | Пілот             | Рік                          |
| ----------------- | ----------------- | ---------------------------- |
| 5                 | Льюїс Гамільтон   | 2011, 2014, 2016, 2018, 2019 |
| 4                 | Макс Ферстаппен   | 2020, 2021, 2022, 2023       |
| 3                 | Себастьян Феттель | 2009, 2010, 2013             |

#### Конструктори
Жирним шрифтом виділені команди, які беруть участь в поточному сезоні чемпіонату Формули-1.
| Кількість перемог | Конструктор     | Рік                                      |
| ----------------- | --------------- | ---------------------------------------- |
| 7                 | Red Bull Racing | 2009, 2010, 2013, 2020, 2021, 2022, 2023 |
| 6                 | Mercedes        | 2014, 2015, 2016, 2017, 2018, 2019       |
| 2                 | McLaren         | 2011, 2024                               |

#### По роках
| Рік  | Пілот             | Конструктор                | Траса     | Результат |
| ---- | ----------------- | -------------------------- | --------- | --------- |
| 2024 | Ландо Норріс      | McLaren-Mercedes           | Яс Марина | Результат |
| 2023 | Макс Ферстаппен   | Red Bull Racing-Honda RBPT | Яс Марина | Результат |
| 2022 | Макс Ферстаппен   | Red Bull Racing-RBPT       | Яс Марина | Результат |
| 2021 | Макс Ферстаппен   | Red Bull Racing-Honda      | Яс Марина | Результат |
| 2020 | Макс Ферстаппен   | Red Bull Racing-Honda      | Яс Марина | Результат |
| 2019 | Льюїс Гамільтон   | Mercedes                   | Яс Марина | Результат |
| 2018 | Льюїс Гамільтон   | Mercedes                   | Яс Марина | Результат |
| 2017 | Вальттері Боттас  | Mercedes                   | Яс Марина | Результат |
| 2016 | Льюїс Гамільтон   | Mercedes                   | Яс Марина | Результат |
| 2015 | Ніко Росберг      | Mercedes                   | Яс Марина | Результат |
| 2014 | Льюїс Гамільтон   | Mercedes                   | Яс Марина | Результат |
| 2013 | Себастьян Феттель | Red Bull Racing            | Яс Марина | Результат |
| 2012 | Кімі Ряйкконен    | Lotus-Renault              | Яс Марина | Результат |
| 2011 | Льюїс Гамільтон   | McLaren                    | Яс Марина | Результат |
| 2010 | Себастьян Феттель | Ред Булл-Рено              | Яс Марина | Результат |
| 2009 | Себастьян Феттель | Ред Булл-Рено              | Яс Марина | Результат |